# Paru Itagaki
Paru Itagaki (japanisch 板垣 巴留 Itagaki Paru, * 9. September 1993 in Tokio) ist eine japanische Mangaka und Illustratorin. Ihre Serie Beastars wurde vielfach ausgezeichnet, übersetzt und verfilmt. 

## Werdegang und Werk
Die Tochter von Mangaka Keisuke Itagaki begann bereits als Schülerin in der zweiten Klasse damit, selbst Mangas zu zeichnen. Als Jugendliche entwickelte sie den Charakter Legoshi, einen anthropomorphen Wolf, der später Protagonist ihrer Serie Beastars werden sollte. Früh beeinflusst wurde sie in ihrer Kunst von Disney-Filmen und den Künstlern Nicolas de Crécy und Egon Schiele. An der Kunsthochschule Musashino studierte Itagaki Film. Nebenbei produzierte sie weiter Manga, die sie als Dōjinshi selbst veröffentlichte. Nachdem Itagaki beim Film keine Arbeit gefunden hatte, reichte sie diese selbstproduzierten Mangas bei Verlagen ein. Bei Akita Shoten erschien dann 2016 die Kurzgeschichte Beast Complex, ein romantisches Drama über anthropomorphe Tiere.
Im gleichen Jahr startete das in der gleichen Welt angesiedelte Beastars, das eine romantische Kriminalgeschichte erzählt. Die Serie lief bis 2020 und erreichte 22 Bände. Sie wurde in mehrere Sprachen übersetzt, darunter ab 2019 bei Kazé Manga ins Deutsche, sowie ab 2019 als Anime-Fernsehserie adaptiert. 2018 wurde Itagaki mehrfach für Beastars ausgezeichnet: Sie erhielt eine Auszeichnung des Japan Media Arts Festival als Newcomerin sowie den Newcomerpreis des Osamu-Tezuka-Kulturpreises, den Manga Taishō und den Kōdansha-Manga-Preis in der Kategorie Shōnen. Nach zwei kurzen Serien erschien von 2021 bis 2024 Sanda, eine Science-Fiction-Komödie, die seit 2024 ebenfalls auf Deutsch erscheint.
Bei öffentlichen Auftritten trägt Itagaki stets eine Hühnermaske und auch sonst hält sie Informationen über ihr Privatleben aus der Öffentlichkeit zurück. 2023 heiratete sie.

## Bibliografie (Auswahl)
- Beast Complex (ビーストコンプレックス, seit 2016, 4 Bände)
- Beastars (ビースターズ, 2016–2020, 22 Bände)
- Paruno Gurafiti (パルノグラフィティ, 2019, 1 Band)
- Bota Bota (ボタボタ, 2020–2021, 1 Band)
- Sanda (ビーストコンプレックス, 2021–2024, 16 Bände)
- Ushimitsu Gao (ウシミツガオ, seit 2024)